# أوستين آداميك
أوستين آداميك (بالإنجليزية: Austin Adamec)‏ هو كاتب أغاني ومغني أمريكي، ولد في 21 مارس 1988 في جاكسونفيل في الولايات المتحدة.

## وصلات خارجية
- الموقع الرسمي